# Jean de Ronay
Jean de Ronay (? - El-Mansoera, 11 februari 1250) was een ridder in de Orde van Sint-Jan van Jeruzalem. Gedurende enige periode was hij de militaire leider van de Orde. Zijn familie kwam oorspronkelijk uit het graafschap Champagne, maar verbleef al enige tijd in het Heilige Land.

## Biografie
Rond het jaar 1241 was Ronay prior te Tripoli. Na de desastreus verlopen Slag bij La Forbie werd grootmeester Guillaume de Châteauneuf gevangengenomen door de moslims. Jean de Ronay werd daarom benoemd tot preceptoris generalis, waarmee hij de hoogste positie binnen de Orde in het Heilige Land verkreeg als plaatsvervanger van Guillaume de Châteauneuf. Het jaar daarop verwierf hij de titel vices magistri gerentis. In de jaren daarna begon hij de Orde te reorganiseren en vroeg onder andere hulp aan Alfons X van Castilië. In de herfst va 1248 ging hij samen met het leger van Lodewijk IX van Frankrijk scheep voor een invasie in Egypte. In het begin van de kruistocht waren ze zeer succesvol, maar het christelijke leger werd genadeloos afgestraft in de Slag bij El-Mansoera. Bij deze slag vond ook Jean de Ronay de dood.
Kort na de dood van Jean de Ronay werd Guillaume de Châteauneuf vrijgelaten na het betalen van losgeld. Hij kon daar door weer zijn functie als grootmeester bekleden.